# Claus Oetke
Claus Oetke (* 3. Januar 1947 in Berlin; † Dezember 2019 in Costa Rica) war ein deutscher Indologe.

## Leben
1973 promovierte er an der Universität Hamburg und war bis Anfang der 1980er Jahre Dozent am Institut für Kultur und Geschichte Indiens und Tibets in Hamburg. Nach seiner Habilitation 1983 am selben Institut folgten Professuren für Deputation in Wien und Kiel. Er war von 1993 bis 2014 Leiter der Abteilung für Indologie der Universität Stockholm.
Seine Forschung konzentrierte sich auf tibetische Übersetzungen in chinesische buddhistische Texte, Selbstprobleme in der indischen philosophischen Tradition, Studien im frühen Madhyamaka-Buddhismus, indische Inferenz- und Beweistheorien sowie theoretische Fragen der Interpretation und Semantik.

## Schriften (Auswahl)
- Die aus dem Chinesischen übersetzten tibetischen Versionen des Suvarnaprabhāsasūtra. Philologische und linguistische Beiträge zur klassifizierenden Charakterisierung übersetzter Texte. Wiesbaden 1977, ISBN 3-515-02600-2.
- Paraphrasenbeziehungen zwischen disjunktiven und konjunktiven Sätzen. Tübingen 1981, ISBN 3-484-30108-2.
- „Ich“ und das Ich. analytische Untersuchungen zur buddhistisch-brahmanischen Ātmankontroverse. Stuttgart 1988, ISBN 3-515-04675-5.
- Zur Methode der Analyse philosophischer Sūtratexte. Die Pramāṇa-Passagen der Nyāyasūtren. Reinbek 1991, ISBN 3-88587-009-6.